# 타루시 아가왈
타루시 아가왈(Tarush)는 10년 이상의 경험을 가진 기하급수적 성장을 위해 데이터를 활용하는 최고의 전문가 중 한 명이다.
2011년 Carnegie Mellon에서 컴퓨터 공학 학위를 취득한 후 Salesforce.com 분석 팀의 첫 번째 데이터 엔지니어가 되었다. 데이터는 초기 단계에 있었고 타루시 아가왈이 구축한 로그 메트릭 프레임워크는 Salesforce가 고객 전반에 걸쳐 데이터를 분석하고 다양한 산업 및 수직 분야에서 벤치마크를 제공할 수 있도록 하는 데 큰 역할을 하였다.
가장 최근에 타루시 아가왈은 세계에서 가장 빠르게 성장하는 회사 중 하나인 WeWork의 Data를 이끌었다. WeWork는 데이터를 활용하여 3년 만에 10배 성장할 수 있었고 12,000명 이상의 직원이 있는 23개 이상의 국가, 120개 이상의 도시에서 800개 이상의 사무실을 지원했다. 타루시는 데이터 조직을 2개에서 100개 이상으로 확장했으며 고유한 접근 방식을 통해 비즈니스의 모든 기능 영역을 지원하면서 린 상태를 유지할 수 있었다. 2019년 그는 WeWork의 아시아 사업을 구축하고 급성장하는 중국 시장에 집중하기 위해 중국으로 이주했다.